# Джемисон, Джон
Преподобный Джон Джемисон (англ. John Jamieson), доктор богословия (3 марта 1759 (Глазго) — 12 июля 1838) — шотландский лексикограф, сын священника.
Окончил Университет Глазго, позднее посещал занятия в Эдинбургском университете. После шести лет изучения богословия Джемисон в 1779 году получил право читать проповеди и стал пастором Антибургерской конгрегации в Форфаре (графство Ангус). В 1797 его пригласил на должность пастора в антибургерской церкви на Никольсон-стрит в Эдинбурге. Объединение Бургерской и Антибургерской конгрегаций Сепаратистской церкви (Secession Church) в 1820 состоялось во многом благодаря его усилиям. Он оставил свою пасторскую должность в 1830, проведя остаток дней в Эдинбурге.
Дж. Джемисона отличали и сильное пристрастие к литературному творчеству, и большой интерес к изучению антиквариата. Его имя стоит в верхней части довольно длинного списка работ в Bibliotheca britannica Роберта Уотта. Но гораздо более важной его работой является объёмный научный труд, которую лучше всего описывает следующий абзац на её титульном листе:

An Etymological Dictionary of the Scottish Language; illustrating the words in their different significations by example from Ancient and Modern Writers; shewing their Affinity to those of other Languages, and especially the Northern; explaining many terms which though now obsolete in England were formerly common to both countries; and elucidating National Rites, Customs and Institutions and their Analogy to those of other nations; to which is prefixed a Dissertation on the Origin of the Scottish Language.
Этимологический словарь шотландского языка; показывающий слова в их различных значениях на примере современных писателей и авторов прошлого; показывающий их родство со словами других языков, особенно северных; объясняющий многие сложные термины, исчезнувшие в Англии, которые раньше использовались в обеих странах; и объясняющий народные обряды, обычаи и установления в сравнении с их аналогами у других народов; к которому прилагается диссертация о происхождении шотландского языка. — Jamieson J. An etymological dictionary of the Scottish language (1808)